# Запас біологічної продукції
Запа́с біологі́чної проду́кції — кількість накопиченої в біогеоценозі (агроценозі) рослинної  біомаси, віднесена до одиниці площі (обсягу).
Визначається звичайно лише запас, накопичений вищими рослинами. Слід розрізняти: загальний запас, корисний запас (наприклад, запас деревини, корми), мертвий запас (наприклад, хмизу, підстилки). Щоб уникнути термінологічої плутанини термін відноситься виключно до рослинності.